# Do Re Mi (Blackbear)
Do Re Mi è un singolo del rapper statunitense Blackbear, pubblicato il 27 luglio 2017 come primo estratto dal terzo album in studio Digital Druglord.

## Descrizione
Si tratta di una versione remix caratterizzata dalla partecipazione del rapper statunitense Gucci Mane.

## Video musicale
Il video musicale è stato reso disponibile il 28 luglio 2017.

## Tracce
Testi e musiche di Matthew Tyler Musto e Andrew Goldstein.
Download digitale
1. Do Re Mi (feat. Gucci Mane) – 3:53

Download digitale – Do Re Mi X
1. Do Re Mi (Tarro Remix) – 3:01
2. Do Re Mi (Prince Fox Remix) – 3:10
3. Do Re Mi (Basecamp Remix) – 3:39
4. Do Re Mi (Rad Cat Remix) – 3:46
5. Do Re Mi (FRND Remix) – 2:27
6. Do Re Mi (Y2K Remix) – 2:45
7. Do Re Mi (Good Intent Remix) – 3:16

## Formazione
- Blackbear – voce, produzione
- Gucci Mane – voce aggiuntiva
- Andrew Goldstein – produzione

## Successo commerciale
Do Re Mi ha esordito all'87ª posizione della Billboard Hot 100, rendendola la prima entrata di Blackbear nella classifica statunitense.

## Classifiche

### Classifiche settimanali
| Classifica (2017) | Posizione massima |
| ----------------- | ----------------- |
| Canada            | 62                |
| Regno Unito       | 94                |
| Repubblica Ceca   | 66                |
| Slovacchia        | 55                |
| Stati Uniti       | 40                |

### Classifiche di fine anno
| Classifica (2017) | Posizione |
| ----------------- | --------- |
| Stati Uniti       | 98        |